# 大中臣定長
大中臣 定長（おおなかとみ の さだなが）は、平安時代後期の歌人。大中臣定登の子で、祭主・大中臣公長の養子。官位は神祇権大副。

## 経歴
保延4年（1138年）、養父・公長が殺人の罪に問われて職務を停止されたため、定長も連座して神事供奉を停止された。その後、神祇権大副（神祇官の次官）に転任し、康治元年（1142年）12月9日に卒去した。詠歌が『金葉和歌集』に1首収録されている（歌番号672）。

## 系譜
- 父：大中臣定登
- 母：不詳
- 養父：大中臣公長 - 叔父（父の末弟）、従二位祭主
- 妻：不詳
  - 男子：大中臣清長